# 盛夏的陣雨
《盛夏的陣雨》為宇多田光第十張數碼單曲，於2016年4月15日與另一首單曲《將花束獻給你》一同提供音樂下載，為宇多田光復出樂壇的作品。
本曲亦是日本電視台的晚間新聞節目《News zero》2016年4月至2017年3月期間的片尾曲。

## 概要
2016年3月4日，官方網站發表除了早前公佈的晨間劇主題曲外，另一新曲《盛夏的陣雨》亦將在4月4日開始成為新聞節目《News zero》的片尾曲，形成罕有的「朝夜制霸」情形。
4月15日，歌曲正式於各大平台發行，並與同日發行的另一首歌曲《將花束獻給你》登上全球107個排行榜冠軍位置。

## 音樂錄像帶
《盛夏的陣雨》的音樂錄像帶由拿手拍攝日本美麗風景的柘植泰人導演執導。錄像帶採用真人實地拍攝，概念是讓片中主角，藉由片段的回憶，想起過去的種種。

## 歌曲列表
全曲作詞、作曲、編曲：宇多田光
| 數碼單曲 | 數碼單曲                   | 數碼單曲 |
| 曲序     | 曲目                       | 时长     |
| -------- | -------------------------- | -------- |
| 1.       | 盛夏的陣雨（真夏の通り雨） | 5:38     |

## 電視演出
- 2016年10月5日 NTV《NEWS ZERO》

## 獎項
- 2016年第15屆《MTV日本音樂錄影帶大獎》：
  - 最佳女藝人音樂錄影帶獎、年度最佳音樂錄影帶獎